# X1 (コンピュータ)

X1 ロゴ

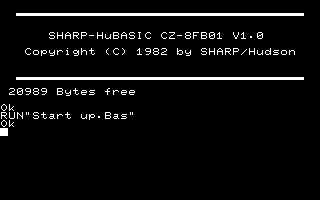
Hu-BASIC（スクリーンショット）
シャープX1用フロッピー版

パソコンテレビX1（エックスワン）は、シャープテレビ事業部が製造していたパソコンの名称である。型名はCZ-800
シリーズ。
先行してシャープ電子機器事業部がMZシリーズを製造しており、社内的には矢板（テレビ事業部）と大和郡山（電子機器事業部）の2つの部門で全く別の製品として展開した。

## X1シリーズ
X1の初代機は、1982年11月に発売された。
X1の発売当時、シャープからは部品事業部・情報システム事業部が開発したMZシリーズが既に発売されていた。また情報システム事業部では、業務用のミニコン・オフコンも開発していた。X1はそれらとは異なり、栃木県矢板市のテレビ事業部が企画した製品である。そのため、当時の一般的なパソコンとは一線を画するものになった。

### テレビとの連携
「パソコンテレビ」と銘打ち、専用のディスプレイテレビまたはオプションのデジタルテロッパーと組み合わせることで、テレビ画面とパソコン画面の重ね合わせ（スーパーインポーズ）を実現した。また、パソコンのサブ電源を切っていても、80C48省電力チップ制御によりキーボードやプログラムからテレビのチャンネルや音量を操作可能で、有線リモコンのように使用できた。
| 同時押しの軸キー | テンキー   | 動作                                            |
| ---------------- | ---------- | ----------------------------------------------- |
| SHIFTキー        | 1〜9キー   | テレビチャンネルの1〜9に切り替え                |
| SHIFTキー        | /,*,-キー  | テレビチャンネルの11〜12に切り替え              |
| SHIFTキー        | ←及び→キー | テレビチャンネルを昇順/降順に切り替え           |
| SHIFTキー        | ↑及び↓キー | テレビの音量調整（PSGなどの合成音声には無関係） |
| SHIFTキー        | 0キー      | 音声ミュート                                    |
| SHIFTキー        | +キー      | スーパーインポーズON                            |
| SHIFTキー        | =キー      | スーパーインポーズOFF                           |
| SHIFTキー        | ,キー      | テレビ放送のみ表示                              |

本体のIPL-ROM (Initial Program Loader) にテレビタイマーエディタがあり、チャンネル指定や曜日指定、毎時指定などテレビのオン/オフタイマーやチャンネルの切り替えを7件までプログラムできる。本体前面のサブ電源スイッチをオフにしていても内蔵マイコンによる制御で動作した。
初代機は赤/白/銀の3色のカラーバリエーションが用意された。また、AV機器のように積み重ねて使用することを想定して、本体、キーボード、ディスプレイテレビ、FDDやテロッパなどコンポーネントの横幅が39cmに統一されていた。X1Gでは本体縦置きも可能で、そのときは高さと専用ディスプレイの高さが一致するなど純正の組み合わせでは統一したデザインになる。
なお、横幅については一部オプションやX1Cシリーズ、X1G、X1twin、turboZ以降の専用ディスプレイTVは上記とは異なる。

### ホビー用途の機能
同時期の汎用的なパソコンと異なり、基本仕様は前述のテレビとの連携も含めホビー要素に特化されたものとなっている。CPU速度、解像度など、基本性能としては各社横並びの性能であったが、これらの要因や機能によりホビー用途、特にゲームに強みを発揮したと言える。

#### テキストおよびグラフィック
テキスト画面のフォントがソフトウェア的に再定義可能なPCGになっており、ピクセルごとに任意の色が指定可能な8×8ピクセルで256種類のパターンを定義し表示可能である。また、テキストとグラフィック（B/R/Gの3面それぞれ）について優先度を任意に設定できる。これによって、フォントの書き換えタイミングに制限はあるものの、PCGを背景に利用することによりキャラクタを描画する演算のみで背景の上を動くキャラクターを表示できる。ソフトウェア的に合成が必要な競合機種と比べ、カラフルな画面構成のソフトウェアが多く発売された。なお、CRTC（画面描画LSI）は汎用のHD46505を使用していた。

#### サウンド
明確にホビー用途の機種以外は搭載されないかオプションとされることの多かった時期に、3重和音8オクターブのPSG機能を標準で搭載していた。しかしX1シリーズは周期的な割り込み機能が1秒単位のものしかなく、安定した曲の再生をするにはミリ秒単位での周期的なPSG操作が必要であるため、CPUクロックを計算したプログラムを記述するか、定期的に映像同期信号の変化を監視する必要がある。この問題はFM音源ボードを始めとするCTCを搭載した拡張ボードを増設するか、あるいはCTCを標準搭載したX1turbo以降で改善されることになる。

#### 入力装置
ジョイスティックポートとしてD-sub9ピン台形のコネクタを2ポート標準搭載し、PSGのレジスタを介して各々8ビットの入出力ポートとして使用することが可能である。コネクタ形状並びにGNDの位置はATARI仕様の物と同一になっており、カタログ上はATARI仕様準拠になっている。8ビットのI/Oがそのまま接続されていることから電源ピンが存在せず、電源供給を必要とする連射付きジョイスティックなどの使用には別途電源が必要になる。
当時のパソコンゲームはアクションゲームなどであってもキーボードで操作するものが多かったが、X1を含め多くの機種では、複数キーの同時押しなどに一定の制限があった。X1では電波新聞社がゼビウスを発売した時にジョイスティック(XE-1)をセットにしたパッケージが用意され、他にもMSXなどで普及した規格のジョイスティックの多くが利用できた。X1Gではファミコンのコントローラーに使用感の近いもの(CZ-8NJ1)が標準添付された。

### I/O空間の利用
Z80は、8080では8ビットだったI/O空間を16ビットの空間として利用できるように仕様が拡張された。X1シリーズではこの仕様を利用し、メインメモリをバンク切り替えなどによってVRAMに割り当てる当時の一般的な実装ではなく、I/O空間に直接VRAMをマッピングした。
この実装は同じくZ80を採用したSONYのSMC-70やSMC-777などでも用いられており、メインメモリー空間のバンク切り替えを用いることなく常に64KBのメインメモリー空間と48KBのVRAM空間にアクセス可能なメリットがあった。また、初代X1と同世代であるPC-8801では、テキストVRAMをメインメモリに置きDMACにより転送することから、バス調停によるメモリアクセスウェイトが存在したため、相対的にX1はメインメモリのアクセスが高速でもあった。
その反面、直交性の低い当時のCISC CPUではI/O空間へのアドレス指定に煩雑な面が存在し、またメモリー空間と比較して読み書きに要するステート数が多いといったデメリットも存在した。加えてVRAMの配列が特殊な並びになっていることによるアドレス計算の煩雑さなどから、グラフィックス制御そのものは扱いやすいとは言い難かったが、サイクルスチール回路の導入や独立したテキストVRAM回路の設計など、システム速度の足を引っ張らない工夫がされていた。
同じパターンが書き込まれてしまうため実質画面クリアにしか利用できないものの、全3プレーン同時アクセスも可能になっている。

### クリーン設計とIPL-ROM
電源投入直後、最初にIPL (Initial Program Loader) が起動し、FDD、拡張ROMボード、CMTの順にブートを試みる。それらの応答がない場合やユーザー操作によるキャンセルによりメニュー画面に切り替わり、ブートするデバイス3つとテレビタイマーのエディタの計4つから選択する画面へと遷移する。
基本設計は同社のMZシリーズ同様、本体にROMでシステムプログラムを直接を持たない、クリーン設計になっている。MZとよく似た仕組みでありながら、X1のIPLでは読み込み時はROM、書き込み時はRAMにCPUがアクセスするようにし、Z80のメインメモリのフルサイズである64KiBのデータを一度にRAMへ書き込む事を可能にしている。
初期の本体に標準搭載された二次記憶装置はデータレコーダのみであり、標準の構成では当時の一般的なシステムであったBASICの起動まで数分を要するというデメリットがあった。しかし、FDDとDISK-BASIC (CZ-8FB01) の利用や、拡張ボードとしてあらかじめBASICの書き込まれたROMを搭載したCZ-8RB01等の利用により、その時間を短縮することが可能だった。ROMボードを用いた場合でも直接メモリ空間にマッピングされるのではなく、IPLによってボード上のデータがRAMに展開されてから起動した。
本体内蔵のデータレコーダーの速度は2700bpsで、同時期の競合製品の2〜3倍という転送速度を誇り、同社MZシリーズの一部に由来する電磁制御の可能なデッキはプログラムで頭出しやデッキオープンなどの制御が可能になっている。これらの機能を活かすことで、競合機種ではFD版のみで提供されたソフトが、X1では廉価なテープ版でも提供されることが多い傾向にあった。但し、フロッピーディスクと比較した場合高速とは言いがたいシーケンシャルデバイスのテープ版のゲームがFD版と同様の快適さで遊べるかどうかは別問題であり、テープ版ではデータを減らすために仕様が異なる実装のゲームもあった。
比較的初期のX1D（第3世代）に標準搭載された3インチフロッピーディスクが国際的にも（8インチFDに代わり）大幅にシェアを伸ばした5.25インチミニフロッピーディスクに押され、X1D及び外付け3インチFDDは廃止、X1turboの登場時に5インチFDDを採用するといった紆余曲折や、純正FDDの価格が高価だったことなどの要因があり、FDによるソフトウェア資産が出そろうのを遅らせ、カセットテープとFDで分散、あるいは両方の媒体で提供されることとなった。
これらはMZシリーズでも同様の傾向があり、標準搭載のデバイスがデータレコーダの時期が長く、割高なFDDへの移行は緩やかなものとなっていた。

### リセットボタン
X1turbo発売以前のX1シリーズには、NMIリセットボタンのみしか装備されていなかった。NMI (Non Maskable Interrupt) リセットは、Z80 CPUに強制割り込み信号を送り特定のアドレスにジャンプさせるもので、ホットリセットを行う目的がある。X1ではそれを積極的にリセットスイッチとして利用した。しかし、ジャンプ先アドレスはZ80の仕様として0x0066番地で固定されており、市販のソフトウェアでNMIリセットを行うと、リセットを想定していないソフトウェアではフリーズしてしまうなど意図しない動作を起こす。これを逆手に取り、NMIリセットのジャンプ先に故意に裏技となるものを仕込んでおくゲームも見られた。
X1turbo及びX1Fより、IPLリセットボタンが追加された。これは電源投入時とほぼ同じ挙動をさせ、IPLを呼び出す再起動用のリセットボタンである。リセット時に明示的にメモリがクリアされることは無いため、起動時に利用されない空間の内容については保持されている。

### その他基本仕様
CPUにはZ80A（クロック4MHz）を採用し、割り込みは強力なモード2を使用した。ただし内部割込みはキー入力のみで、タイマ割り込みなどはなかった。
サブCPUとして80C49を搭載し、キーボード内の80C48との通信やデータレコーダの制御などに使用した。シリアル通信を採用したことに関連し、設計上キーマトリクスの取得ができず、Shiftなどを除きキーの同時押しは検知できなかった。キーボード分離型では接続コネクタに3.5mmの3極ミニフォーンプラグを使用していた。
シャープとハドソンの共同開発による Hu-BASIC が標準添付された。当時の水準では柔軟な記述を許容するなど、扱いやすく高機能なものだった。しかし、塗りつぶしなど一部の描画ルーチンの最適化が甘かったためグラフィック描画の遅さが目立ち、またFD版でなくとも毎回テープから起動する必要があったことと相まって、「X1は遅い」という誤解を招くことになった。ただし、塗りつぶし処理以外は当時の水準程度またはそれ以上の性能を備えていた。
一方、X1Fとともに登場した NEW BASIC (Hu-BASIC V2.0) は、X1turboの開発時に得たノウハウをフィードバックし、グラフィック描画性能を大幅に向上させ、漢字も扱いやすくなっていた。そして、クリーン設計ゆえにこの新しいBASICは初代X1までさかのぼって使用が可能であり、これをもって「Xシリーズは5年間その基本設計を変えない」（互換性を維持し、製品を販売する）とする販売姿勢の証左とされた。
X1シリーズはモデルチェンジを重ねつつも、基本仕様はオプションの標準装備化を進めた程度で上位互換性を保ち、オプションを追加しさえすれば初代機のX1でも長期間現役機として使用することができた。しかし、初代発売の2年後（1984年11月）に上位互換のX1turboが発売され、1987年後半頃には新規発売されるソフトウェア、とくにゲームはturboシリーズのみ対応のものが大半になった。このように、実際の市場動向としては、初代のX1（あるいはX1シリーズ）が5年間完全に現役でいられたわけでも、コンシューマーゲーム機のように単一プラットフォームとして機能していたわけでもない。

### X1シリーズの系譜
X1（CZ-800C/1982年11月）
X1の初代機。X1C・D の発売時に「マニアタイプ」あるいは「スタンダードタイプ」という愛称が付けられた。本体色はローズレッド (R)、スノーホワイト (W)、メタリックシルバー (S) の3色。本機種のみグラフィックRAM (G-RAM) はオプション。また、拡張I/Oポートもオプションだった。価格は155,000円。本体+専用ディスプレイテレビ+G-RAMで合計30万円の設定だった。
X1C（CZ-801C/1983年10月）
本体・キーボード一体型で、プロッタプリンターが内蔵可能。拡張I/Oポートは専用バスに接続するタイプの外付けオプションが用意された。愛称「アクティブタイプ」。本体色はローズレッド、シルバーメタリックの2色。グラフィックRAM48Kbyte内蔵、外部記憶用として利用可。価格は119,800円。また、ディスプレイテレビとして、CZ-801DS/R(マスクピッチ0.45mm)、CZ-802DS/R(マスクピッチ0.40mm) が用意され、X1C、X1Dのどちらとも自由に組み合わせて利用することができた。
X1D（CZ-802C/1983年10月）
3インチFDD1基を搭載した機種。後に発売されたX1専用データレコーダーを接続しても頭出し制御などのコントロールを本体から行うことが出来ず、テープ版ソフトウェアの使用に支障を来たした。キーボードはマニアタイプと同様で、カセットコントロールキーが廃されている点のみ異なる。FDCのI/F仕様も後期シリーズとは違い、5インチFDDを増設しても動作しないソフトがあった（ハイドライドIIなど）。他にもパレットポートの実装が異なり、リバーヒルソフトのマンハッタンレクイエムなど、画面が異常な色になるソフトが多数存在した。愛称「プロフェッショナルタイプ」。本体色はローズレッド、シルバーメタリックの2色。グラフィックRAM48Kbyte内蔵、外部記憶用として利用可。価格は198,000円。
X1Cs（CZ-803C/1984年7月）
X1Cのプロッタプリンタ用スペースに拡張用I/Oポートを2基内蔵したもの。本体色はローズレッド、シルバーメタリックの2色。価格は119,800円。
X1Ck（CZ-804C/1984年7月）
X1Csに漢字ROMを搭載したもの。価格は139,800円。
X1F（1985年7月）
turbo開発時のノウハウをフィードバックした NEW BASIC (CZ-8CB01/8FB01 V2.0) を搭載。これ以降、FDD搭載モデルには漢字ROM（第一水準）が標準装備された。デザイン等は微妙に異なるが、turboと同タイプの薄型キーボードになった。本体色はローズレッド (R)、オフィスグレー (E) の2色。turbo発売以降初のX1であり、従来のNMIリセットボタンの他、turboと同じIPLリセットボタンが装備された。FDDを2台標準搭載したモデルは用意されなかった。
- model10 (CZ-811C) : データレコーダー内蔵。価格は89,800円。
- model20 (CZ-812C) : 5インチ (2D) FDD×1基内蔵、オプションでさらに1基内蔵が可能。なお、ローズレッドのFDDインジケータの色は緑。外付け用FDDインターフェース搭載。価格は139,800円。

X1G（1986年7月）
縦置き可能な筐体を採用。本体色はブラック (B) とオフィスグレー (E) の2色。ファミコンと同タイプのX1ロゴ付き十字型ジョイカードを同梱。キーボードがこれまでのメカニカル方式からメンブレン方式に変更。FDD一台搭載というモデルは用意されなかった。デジタルテロッパー内蔵のX1turboシリーズ以外では初めて、ビデオ出力端子を装備。
- model10 (CZ-820C) : データレコーダー内蔵。価格は69,800円。
- model30 (CZ-822C) : 5インチ (2D) FDD×2基内蔵。X1F model20にあった外付け用FDDインターフェースが省かれている。価格は118,000円。

X1 twin（CZ-830C/1987年12月）
「これがX1誕生5年目の解答です。」というキャッチフレーズで宣伝された、X1シリーズの最終機種。パソコンとしてのX1互換のシステムと、ゲーム用の「ホームエンターテイメントシステム」（HEシステム）を1つの機体に内蔵したハイブリッド機。実質的にはX1とPCエンジン（日本電気ホームエレクトロニクスから1987年10月に発売された、HEシステム規格に準拠したゲーム機）の一体機であるが、「PCエンジン」の名称は日本電気ホームエレクトロニクスの登録商標であるため、X1 twinにおいてはあくまで「HEシステム」の名称が使われている。X1部分とHEシステム部分は同時に起動でき、専用ディスプレイテレビを使用するとスーパーインポーズで重ね合わせて画面を見ることができた。なお、テラドライブと違いX1部分とHEシステム部分は相互のアクセスや連携が一切できない仕組みとなっており、電源とビデオ出力を共有したのみの中途半端な機種と受け止められた。
5インチ (2D) FDD×1基搭載。本体色はブラック (BK) のみ。価格は99,800円。本体前面にX1twinとエンボス加工されている。キーボードのロゴもこれまではX1ロゴのみだったのに対し、X1twinのロゴが金文字プリントされている。1988年度グッドデザイン賞受賞。
X1C以降、C, D, F, Gと連番のようになっているが、Eは抜けている。なお、turbo発売時の、Oh!MZには、X1Es,X1Ekなる性能強化機種の噂情報が載っている。この記事に関係して混乱を避けるためにEを飛ばしたか、あるいはturbo自体が「E」にあたる可能性もある。

#### 非公式モデル
X1R（1984年）
X1Dをベースにハドソンが高速化改造したもの。一般向けに市販や改造サービスが提供された形跡はないが、マイコンショウ'84での展示や雑誌で紹介されたことがある。
CPUをZ80Hに換装し、メモリを高速なSRAMに交換するなどにより、倍速の8MHzで動作する。テープの読み込み等のソフトウェアでタイミング制御している部分は非互換になっていた。
「X1R」のエンブレムが取り付けられていたが、Rの文字はSKYLINE GT-Rを思わせる赤いものだった。ボディカラーはそれまでのカラーバリエーションには存在しない黒だった。
X1DX（1985年12月）
X1Dに外付けカセットレコーダ (CZ-8RL1) を接続可能にするため、サブCPUの信号を電磁メカコントロールできるように電子回路を付け加える改造を祝一平が行ったもの。Oh！MZに掲載。同様の事をサブCPUの交換で実現した月刊マイコンの記事も存在する。
X1DII（1986年2月）
X1Dに5インチFDドライブを接続して市販ソフトを使用できるよう、祝一平が改良を加えてOh！MZの記事としたもの。

## X1turboシリーズ
X1turbo（エックスワン ターボ）は、X1の上位機種として1984年10月に発売された。
X1シリーズとソフトウェア・ハードウェアともモード切替を必要としない完全上位互換を維持しながら、機能の改善、並びに拡張が行なわれ、Z80ファミリのCTC・DMA・SIOが揃って搭載されていた。
赤、シルバー、ホワイトを基調に展開されてきた同シリーズであるが、1985年11月に登場したX1turbo IIにはX1発売3周年の特別限定色として黒色が設定され、それが好評であったため、この機種以降は黒色がX1/turboシリーズの標準色となった。
高い互換性を持つ上位機種であるX1turboは、下位機種のX1の性能が比較的優れたものだったことから、専用のソフトウェアがなかなか出揃わないというジレンマも抱えることとなった。また、X1twinに至るまでノーマルX1シリーズの販売は続き、末期になるとturbo専用が中心となったにもかかわらずノーマルX1が併売されるという新たなジレンマとなった。
パソコンとしての基本性能を下記の様に向上させてはいるが、ホビーマシンに重視されるオーディオ・ビジュアルの面での標準搭載による進化が他機種に比べ少なかった。X1turbo登場後、ライバル機がモデルチェンジを重ね、FM音源搭載やその拡張による音響表現の強化やアナログRGB搭載による多色表示化を進める中で、X1シリーズでこれらが標準で搭載されるのはX1turboZ発売まで待たなければならなかった。これは、X1が発売当初からホビー指向でオーディオ・ビジュアル面での基本性能が初めからある程度高かったことに甘んじた結果と言えるが、このことがホビー指向を強化してきた他機種に水をあけられる要因の一つとなっている。
X1turboのturboは、自動車のターボをふまえたものであるが、tはtailored machineでユーザに合ったマシン、uはup versionでこれからの成長、rはresolutionで高解像度、boはbussiness orientedでビジネス向きという、別の意味が含まれている。

### 従来機種からの拡張

#### 表示機能の強化
X1turboシリーズでは、従来の表示モードに加え、640×400ドット・8色のグラフィック機能を搭載した。垂直400ライン表示が追加されたことで水平同期周波数は従来の15kHzに加え、24kHzモードが追加された。24kHz動作時は専用モニタに「ハイレゾモード」ランプが点灯する。また、24kHzモードの200ライン表示時も可能であった。ただしデジタルRGB出力のままであり、色数は8色だった。
ハードウェア制御のタイミングも改善され、垂直帰線期間にしかできなかったPCGなどへのフォントデータへのアクセスを水平帰線期間にも可能になった。
しかし、各プレーンに対し同時書き込みが可能な機能をX1から継承したものの、I/O空間にVRAMがありアドレスの計算が煩雑な配置になっていること、描画支援をハードウェア的に持っていないことは、競合機種に対してG-RAMに対するアクセス速度の点で大きく差を付けられる原因となった。

#### 漢字テキストVRAMの搭載
水平同期周波数24KHzモードのサポートと共に、ハードウェア的にROM上の日本語フォントをテキスト画面と同様に扱い、画面上に展開する漢字テキストVRAMを搭載。40×25行の高速漢字表示を実現した。グラフィックス画面にソフトウェアでフォントを展開・合成する処理に比べ、キャラクタコードの書き込みのみで日本語表示が可能であったため、8ビット機でありながら16ビットパソコンにも比肩しうる日本語処理を可能にしていた。この実装は構造上、CG-ROMにフォントを持つ必要があり、初期はJIS第1水準漢字ROMのみ搭載されていたが、JIS第2水準漢字ROMの発売を経てこちらも標準搭載されるようになった。

### 機能の改善
キーボード横にスライドスイッチが設けられ、「A/Bモード」切り替えが追加された。Aモードは従来互換のものである。Bモードはカナ入力がJIS配列から50音配列に変わるほか、マニュアルには記載されていないが従来不可能だった同時キー入力が可能になっている。
また、タイマなどの割り込み要因を増加させ、DMAの追加によってCPU自体の仕事量を軽減し、VRAMやFDDへのアクセスが並行して出来るようになった。
メモリについても、Z80の制限である64KiBを超える空間を取り扱うためバンクメモリがサポートされた。しかし、グラフィックスVRAMはI/O空間に据え置かれたため、メモリ空間に置かれることのメリットであるアドレッシングモードの豊富さ、自由度、アクセス速度は享受できないという制限は同様であった。

### BIOS ROMの搭載
X1シリーズはクリーン設計の基、本体にBIOSを持たず、起動時にIPLによって読み込まれるようになっていた。シャープはIPLによって読み込まれるBIOSをIOCSと呼んでいたが、X1turboシリーズでは本体にローレベルな処理を定義したBIOS ROMを搭載し、呼称もBIOSに改められた。IOCSとBIOSに完全な互換性はなく、BIOSコールを使用するアプリケーションはX1turboシリーズ専用となる。
なお、これによりturbo BASICではIPL・BIOSのワークエリアが拡張されたため、BASICと機械語を併用したプログラムでは機械語部分のアドレスがこのワークエリアにかかるものはturbo BASIC上では動かない。その場合はX1のBASICを用いる事で動作させることが可能である。

### X1turboシリーズの系譜
X1turbo（1984年10月）
X1turboの初代機。本体色はローズレッドとオフィスグレーの2色で、いずれもFDD・電源ボタンとその周辺はブラック。専用ディスプレイテレビ（リモコン付き）は200ラインと400ラインの自動切換え機能を世界で初めて搭載した。
- model10 (CZ-850C) : データレコーダーを内蔵し、カセット版のturboBASICが付属する。標準二次記憶装置がCMTになっているだけではなく、当時のライバル機PC-8801mkII model10に価格的に対抗するため、ディスクI/F、シリアルI/F、マウスI/F、デジタルテロッパ等が削除されている。また、グラフィックRAMは48KiBになっており、オプション (CZ-8BGR2) で増設可能になっている。1983年度グッドデザイン賞受賞。価格は168,000円。
- model20 (CZ-851C) : 5インチ (2D) FDD×1基内蔵。1983年度グッドデザイン賞受賞。価格は248,000円。
- model30 (CZ-852C) : 5インチ (2D) FDD×2基内蔵。1983年度グッドデザイン賞受賞。価格は278,000円。

X1turbo model40（CZ-862C/1985年7月）
X1turbo model30からテレビ制御関係の機能を削除してコストダウンを図ったビジネス仕様機。本体色はオフィスグレーのみで、FDD・電源ボタンとその周辺も同色となった。システムユーザー辞書同梱。1983年度グッドデザイン賞受賞。価格は258,000円。
X1turbo II（CZ-856C/1985年11月）
X1turbo model30と同仕様の廉価モデル。本体色は限定色のブラックとオフィスグレーの2色。本体背面インターフェースの配置がturboと微妙に異なる。また，スピーカーの位置が本体下部から本体左側面へ移された。「日本語百科ワードパワー」（漢字変換を利用した辞書・百科事典）と「ターボ博士レキシコン」（漢字変換を利用したBASICのオンラインマニュアル）を同梱。価格は178,000円。turbo II用JIS第二水準漢字ROMが同時発売された。
X1turbo III（CZ-870C/1986年11月）
turbo IIのFDDを2HD / 2D両対応に変更したモデル。本体前面のデザインがturboZ同様の物に変更された。JIS第2水準漢字ROMを標準搭載する。本体色はブラックとオフィスグレーの2色。システムユーザー辞書を同梱。FDDのインジケーターランプは2Dモード時がこれまでと同じ赤、2HDモード時がグリーンだった。価格は168,000円。

## X1turboZシリーズ
1986年12月には、1カ月前に登場した turbo III にAV機能を強化したX1の最上位シリーズであるX1turboZ（エックスワン ターボ ゼット）がX68000と同時に発表された。これ以降turboシリーズはturboZシリーズに集約されることとなった。

### 強化された表現機能
従来デジタル8色の出力のみであった表示機能が強化され、4096色同時表示可能（320x200ドット時）なグラフィック機能とアナログRGBパレット（コネクタはD-Sub15ピン）、ハードウェアスクロール、ビデオキャプチャやモザイク機能などを追加した。ただし、他者の競合機種がVRAMの制御に専用のコントローラやサブプロセッサによる描画のサポートをさせたり、ALUなどによってVRAMへのアクセス処理そのものの軽減を周辺チップによってはかったのに対し、turboZではそれらの仕組みは導入されなかった。そのため、多色描画が可能であるものの、4096色モードでは1ピクセルの描画に12回のアクセスが必要という処理量の増加が見られた。デジタイズされた画像の表示など用途によっては表現力の向上があったものの、動きを要するような処理には多色モードは利用しにくかった。
サウンドはオプションであったステレオ8チャンネルのFM音源であるYM2151を標準搭載。入力クロックはチップ規定の値ではなくCPUクロックと同じ4MHzが使われているため、チップの本来の設計とは若干異なる波形を生成する。従来機種では内蔵音源であるPSGとのミキシングがサポートされていなかったが、本機で内蔵されることにより、標準状態でミキシングされた出力を得られるようになった。
また、マウスが標準装備となっている。X1turboZIIおよびZIIIでは、CRTCが上位互換のMB89321Bに変更されている。
X1turboZII以降にはZ-BASICが標準添付され（X1turboZでは別売）、これらの機能はBASICからも利用が可能になっていた。
turboZシリーズに標準搭載されたFM音源やアナログRGBは後発だっただけに、いくつかの点で競合する他機種よりカタログスペック上は優れていた。しかし、こうしたAV機能の進化が他機種に比べて遅れ気味だったこと、CPUクロックが据え置きであり処理を軽減する仕組みが導入されなかったこと等もあり、その機能をフルに使った専用アプリケーションはほとんど発売されなかった。また他機種より優れていたがゆえに互換性が低い問題があった。これはソフトウェア移植の障害となり、移植されてもそれらの機能が十分活用されないことにもなった。後期のソフトウェアには、パッケージやマニュアルに記載されていないものの、turboZシリーズで実行した際はアナログパレットを使用する『ユーフォリー』などのソフトウェアはあったものの、機能の活用は限定的であった。
turboZにより機能強化が図られたものの、同時に発表されたX68000との性能差からあまり注目されず、X1turboZ専用ソフトはほとんど発売されないまま、X1シリーズの流れはX68000シリーズへ継承されていった。

### X1turboZシリーズの系譜
X1turboZ（CZ-880C/1986年12月）
turboZ初代機。本体色はブラック (B) とオフィスグレー (E) の2色。価格は218,000円。当初、専用ディスプレイTVはX68000兼用のCZ-600Dだったが、後にCZ-880Dが発売された。1987年度グッドデザイン賞受賞。
X1turboZ II（CZ-881C/1987年12月）
turboZに拡張RAM 64KBを追加した機種。本体色はブラック (BK)のみ。NEW Z-BASIC (CZ-8FB03) が同梱され、これまで本体同梱の専用ソフト上でしか扱えなかったturboZシリーズのAV機能が、BASIC上で制御可能になった。NEW Z-BASICは拡張RAM同梱でturbo/Z用のオプションとして発売された。価格は179,800円。
X1turboZ III（CZ-888C/1988年12月）
X1/turbo/turboZ全シリーズ通じての最終機種。本体色はブラック (BK)のみ。カタログスペック上はturboZ IIから外付用FDD、デジタルRGBディスプレイ、専用データレコーダ端子が廃されて廉価になった機種となっている。ただし、実装部品はVRAMの容量が倍になっているなどドキュメントや仕様表にない機能の違いも見られる。FM音源とPSGのミキシングつまみも廃止され、単一のボリュームつまみで両音源の音量調節をする仕様になった。価格は169,800円。